# Сазонов, Михаил Николаевич
Михаил Николаевич Сазонов (29 октября [10 ноября] 1836, Малая Талинка — 5 [18] ноября 1903, Санкт-Петербург) — русский юрист, сенатор.

## Биография
Родился в поместье Малая Талинка Тамбовского уезда Тамбовской губернии. По окончании Александровского лицея 30 мая 1853 вступил в службу. В 1853—1855 годах был помощником экспедитора Государственной канцелярии, в 1855—1856 годах младшим помощником столоначальника, в 1856—1860 годах старшим помощником столоначальника 3-го отделения, в 1860—1866 годах редактором 3-го отделения Министерства юстиции.
В 1866—1873 годах служил юрисконсультом консультации при Министерстве юстиции, одновременно в 1868—1873 годах управлял Распорядительным отделением департамента Министерства юстиции. Действительный статский советник (23.12.1868). В 1873—1877 годах был обер-прокурором Межевого департамента сената. Тайный советник (15.12.1877). 21 декабря 1877 был назначен сенатором, присутствующем в Гражданском кассационном департаменте, а также в Высшем дисциплинарном присутствии. Действительный тайный советник (1902).

## Награды
- Орден Святого Владимира 3-й ст. (1871)
- Орден Святого Станислава 1-й ст.  (1876)
- Орден Святой Анны 1-й ст. (1882)
- Орден Святого Владимира 2-й ст. (1888)
- Орден Белого орла (1892)
- Орден Святого Александра Невского (1.01.1898)

Медали и знаки:
- Медаль «В память войны 1853—1856» (1856)
- Медаль «В память царствования императора Александра III» (1896)
- Медаль «В память царствования Императора Николая I» (1896)